# ZAM-3
ZAM-3 (ZAM-3M) — польский параллельный компьютер Института математических машин, собранный в 1961—1964 годах и являвшийся развитием структуры EMAL-2. В связи с низкой надёжностью и слишком сложной структурой в массовое производство не поступил. Выпущен в единственном экземпляре.

## Технические характеристики[1]
- Семейство: ZAM
- Безламповый компьютер, гибрид первого и второго поколений; феррито-диодные логические схемы
- Двоичная система счисления, форма записи — прямой код
- Машинное слово: 24 бит[пол.]
- Около 10 тысяч операций/сек.
- Цикл обращения к оперативной памяти: 10 мкс
- Память:
  - ферритовая на сердечниках диаметром 2 мм
  - команда — 24 бит плюс бит чётности
  - объём: 8 килослов
- Технология:
  - Более 100 тысяч точечных германиевых диодов
  - Пакеты установлены на односторонних печатных платах
  - 8 шкафов

### Устройства ввода-вывода
- Телетайп
- Пятиканальное устройство чтения с ленты
- Пятиканальное устройство записи на ленту
- Считыватель с перфокарт фирмы ELLIO

### Постоянная память
- Магнитные ленты PT-1 (ширина полдюйма, 8 дорожек, плотностью записи 4 символа на мм, 1 шт.) и SEA (2 шт.)
- Магнитный барабан PB-3 объёмом 32 килослова (2 шт.)

### Языки программирования
- PJP (ассемблер для разработчиков ПО)
- COBOL